# Copa Chaco
La Copa Chaco fue un torneo futbolístico amistoso de selecciones disputado exclusivamente entre Argentina y Paraguay. La primera edición fue realizada el 25 de mayo del 2011 en conmemoración a los festejos de la Independencia Argentina. La copa se realizó en un solo partido, durante la inauguración del Estadio Centenario de la Ciudad de Resistencia. La misma es instituida por la Provincia del Chaco.

## Primera edición
| 25 de mayo de 2011, 15:00 | Argentina                                                       | 4:2 (3:1) | Paraguay                               | Estadio Centenario, Resistencia                             |                                                             |
|                           | Gabriel Hauche 9' 44' · Federico Fernández 36' · Enzo Pérez 73' |           | Pablo Zeballos 13' · Elvis Marecos 55' | Asistencia: 23.000 espectadores Árbitro(s): Roberto Silvera | Asistencia: 23.000 espectadores Árbitro(s): Roberto Silvera |
| [ 3 ]                     |                                                                 |           |                                        |                                                             |                                                             |